# Айше-хатун (жена Баязида II)
Айше-хатун (1453—1514) — восьмая жена османского султана Баязида II, предполагаемая мать Селима Явуза.

## Биография
Айше была дочерью одиннадцатого правителя Дулкадира Алауддевле Бозкурт-бея. Была выдана замуж за шехзаде Баязида.
Большинство историков полагают, что Айше-хатун была матерью Селима, и что Гюльбахар - её второе имя. Однако есть и те, кто считает, что матерью Селима была другая наложница Баязида, Гюльбахар Хатун.
Айше-хатун скончалась в 1514 году и похоронена в Трабзоне в мечети Хатунийе.